# تئیده

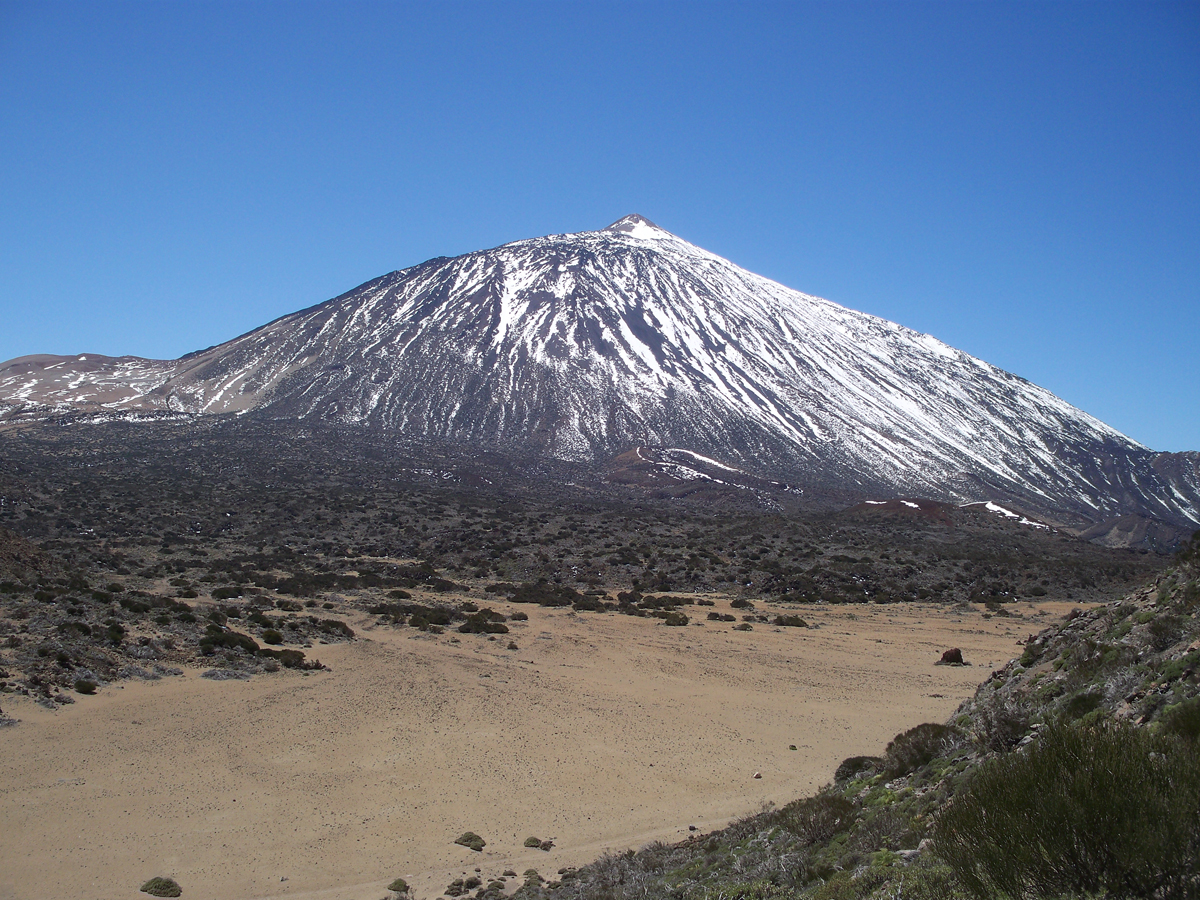
منظره کوه تئیده از شمال

کوه تئیده (به اسپانیایی: Teide) یک کوه آتش‌فشان در جزایر قناری است. قله‌ی این کوه با ۳۷۱۸ متر ارتفاع، بلندترین نقطه در قلمروی اسپانیا است.

## نگارخانه

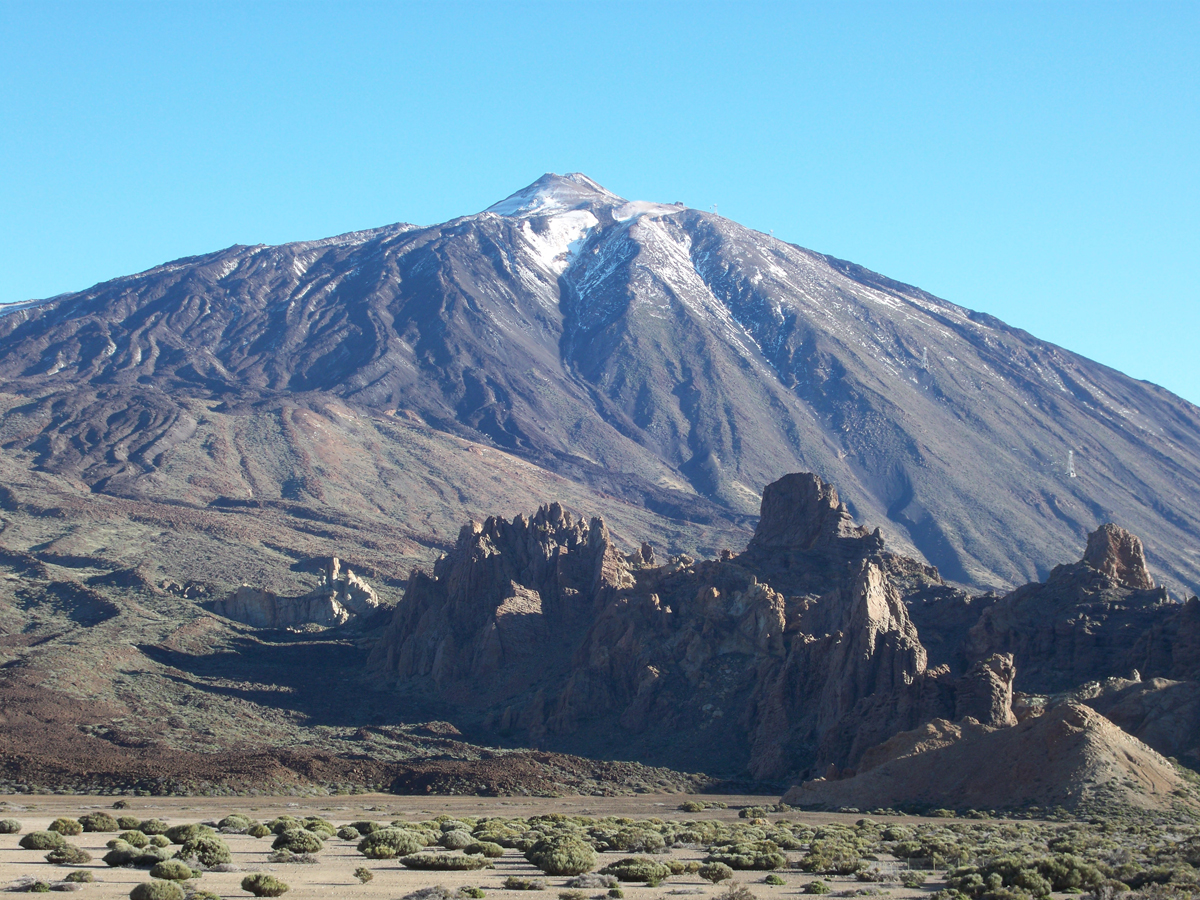
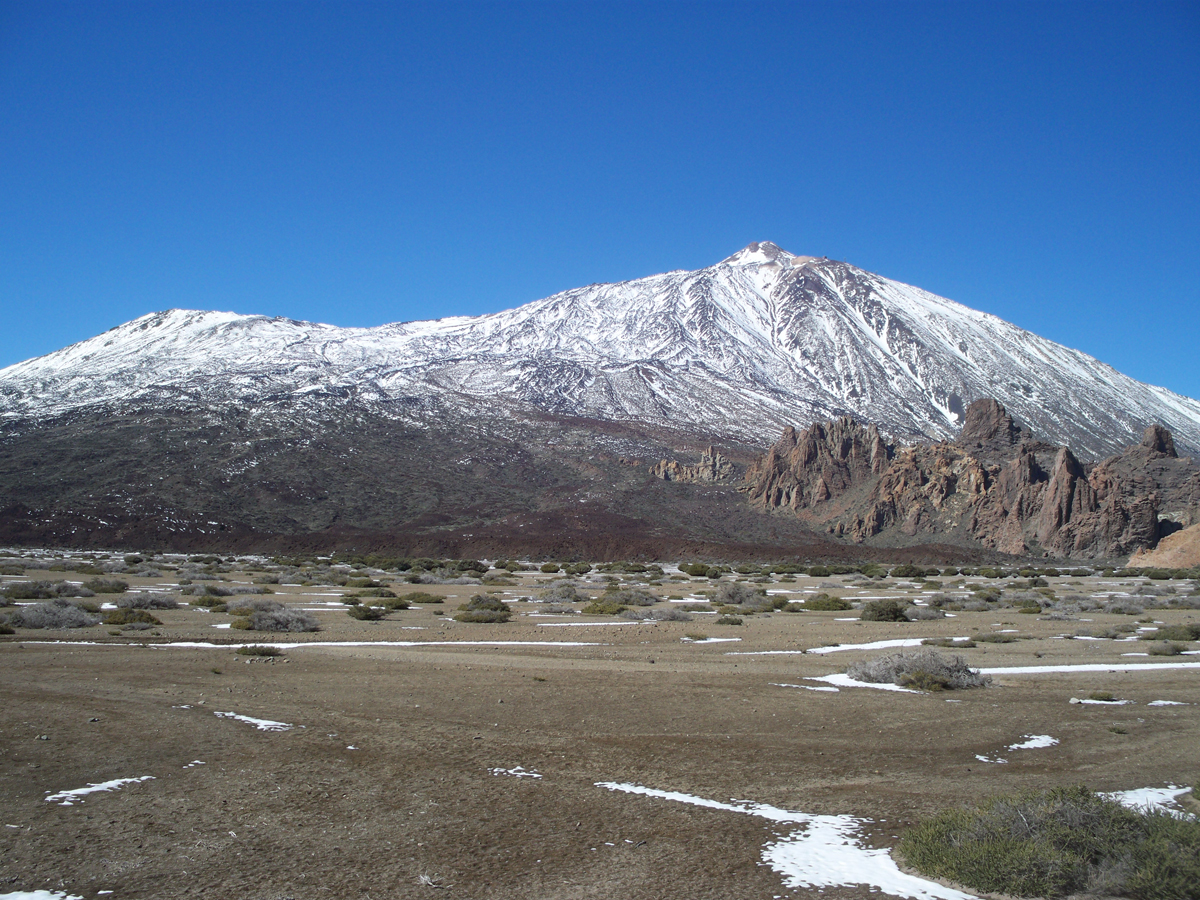
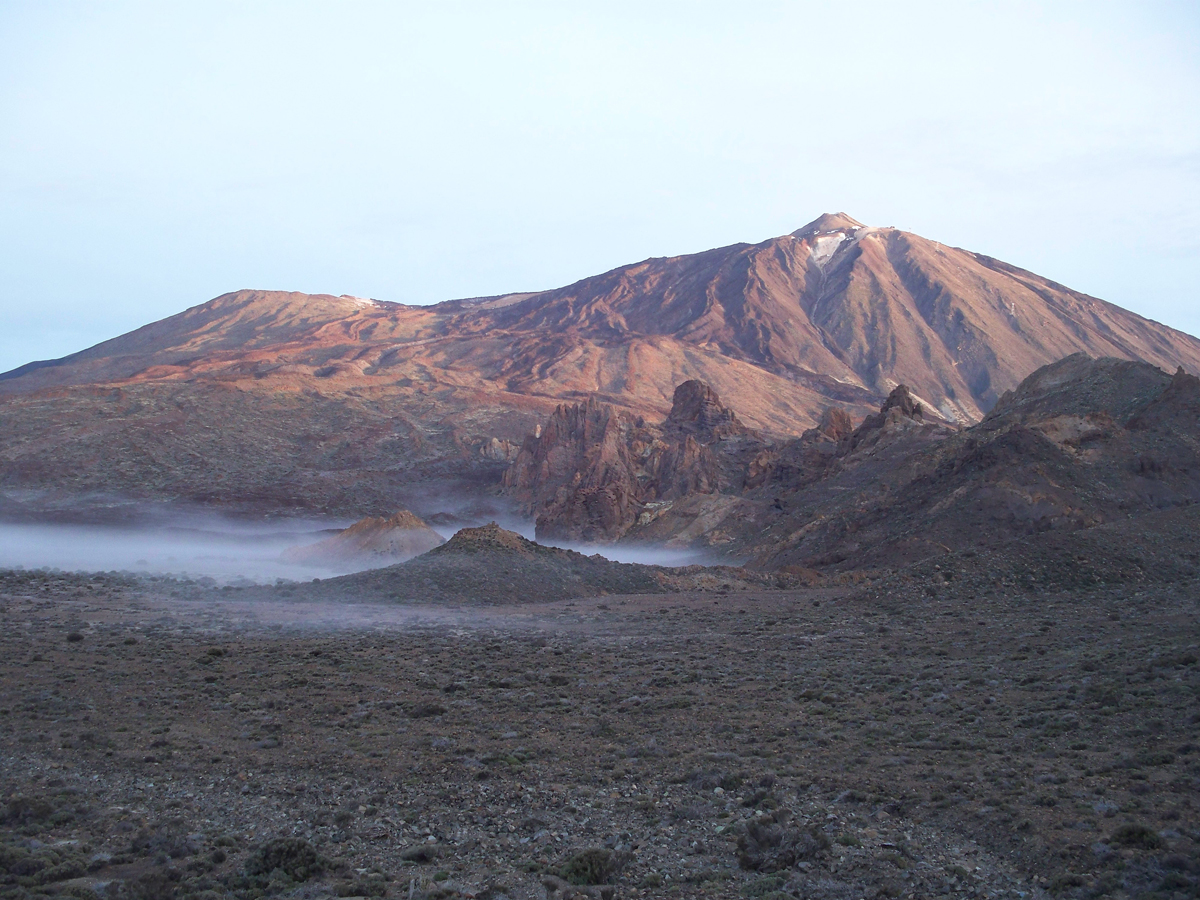
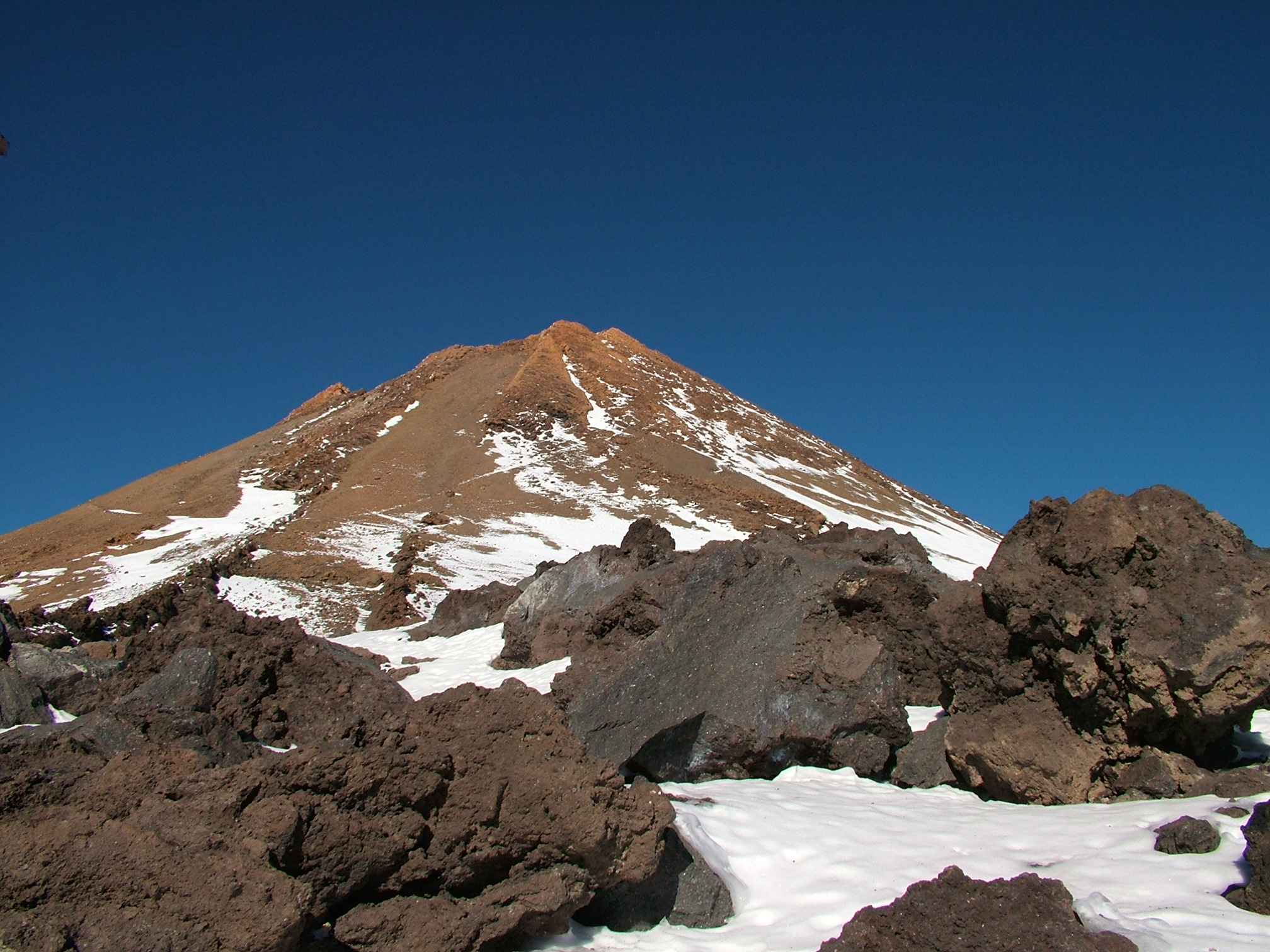
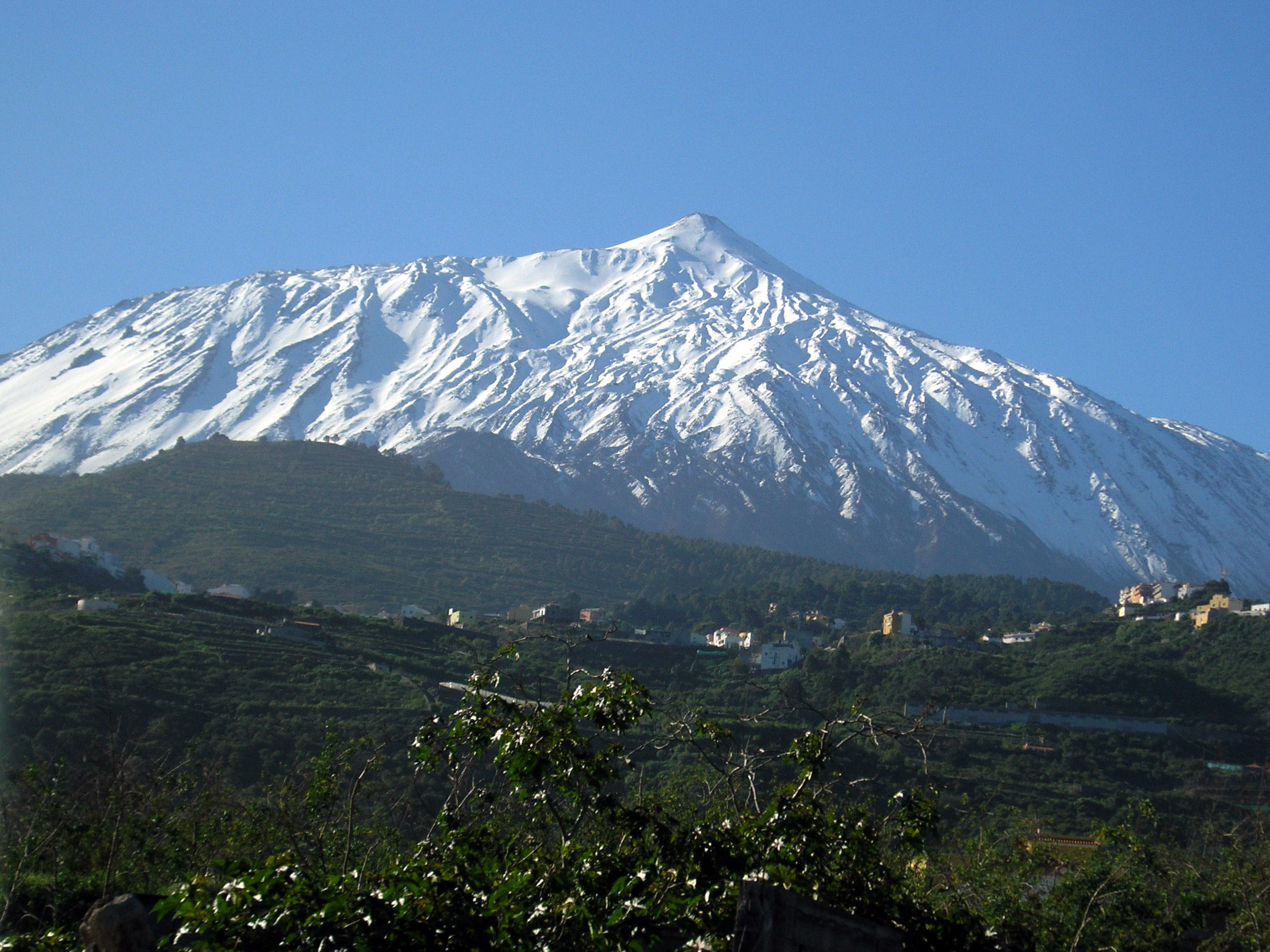
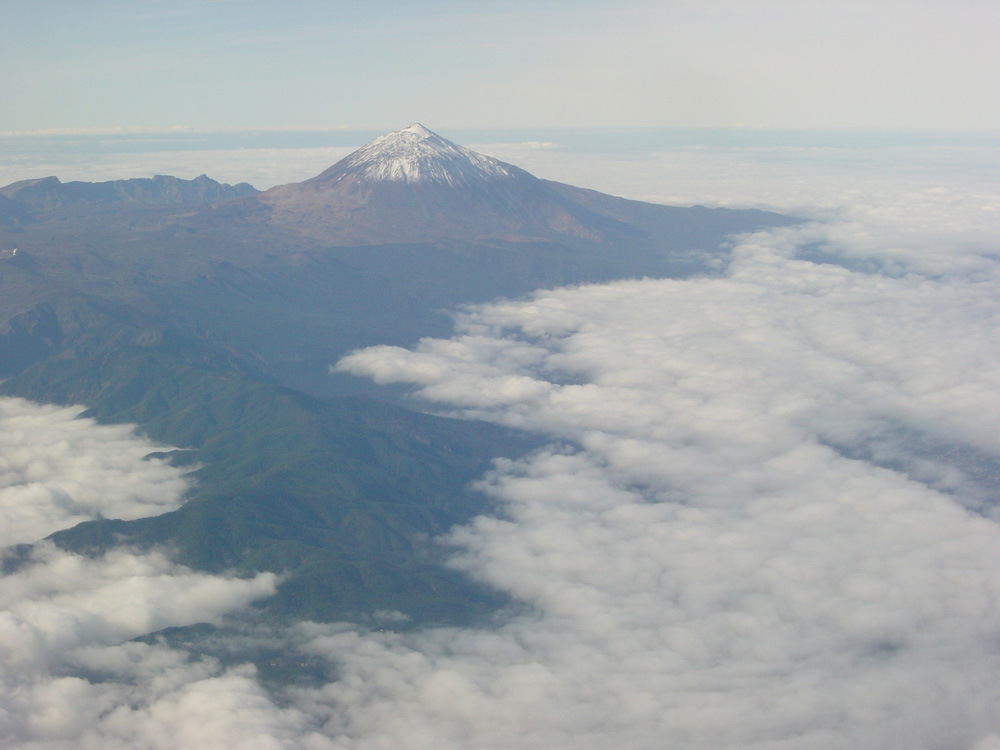
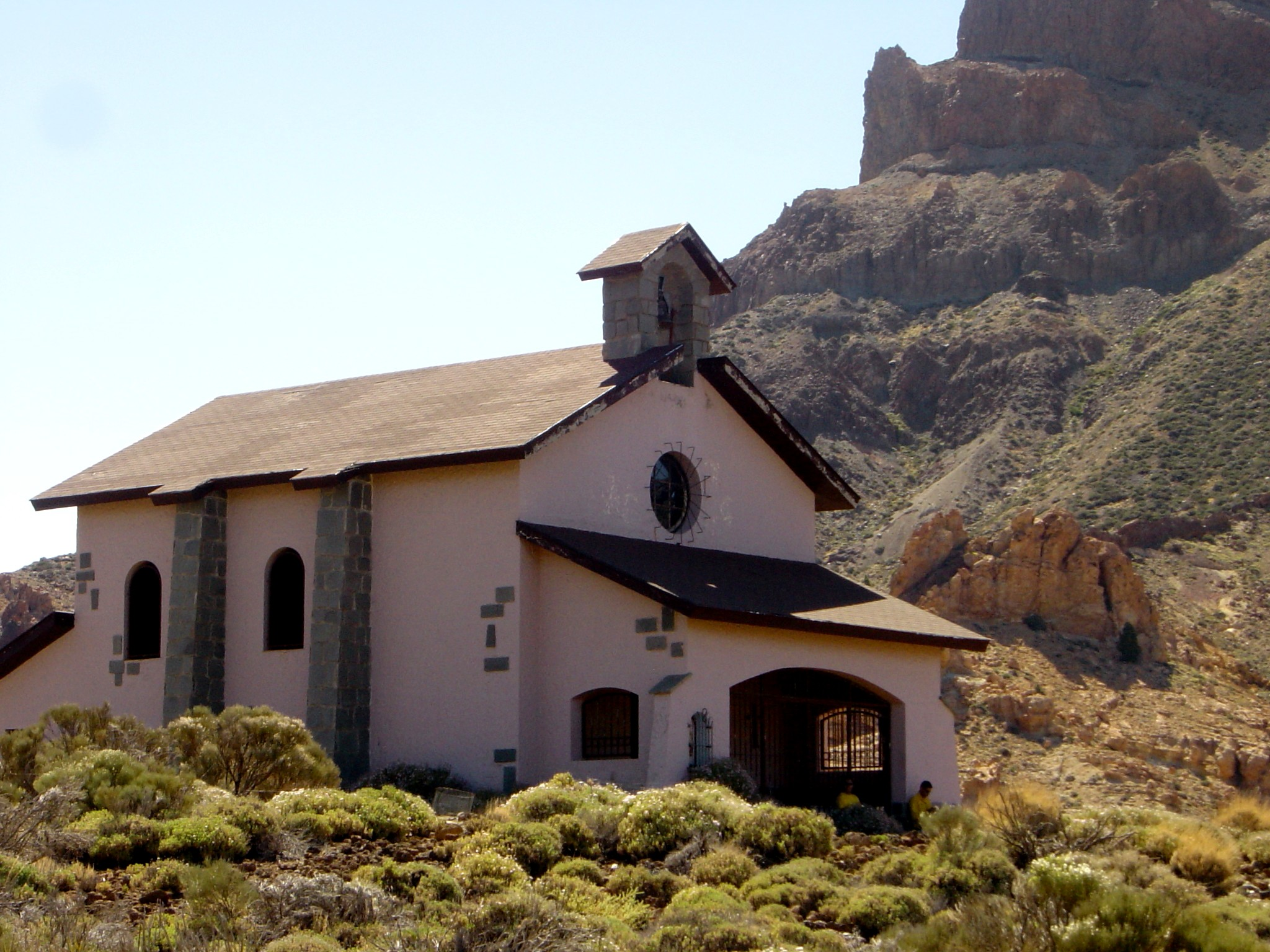
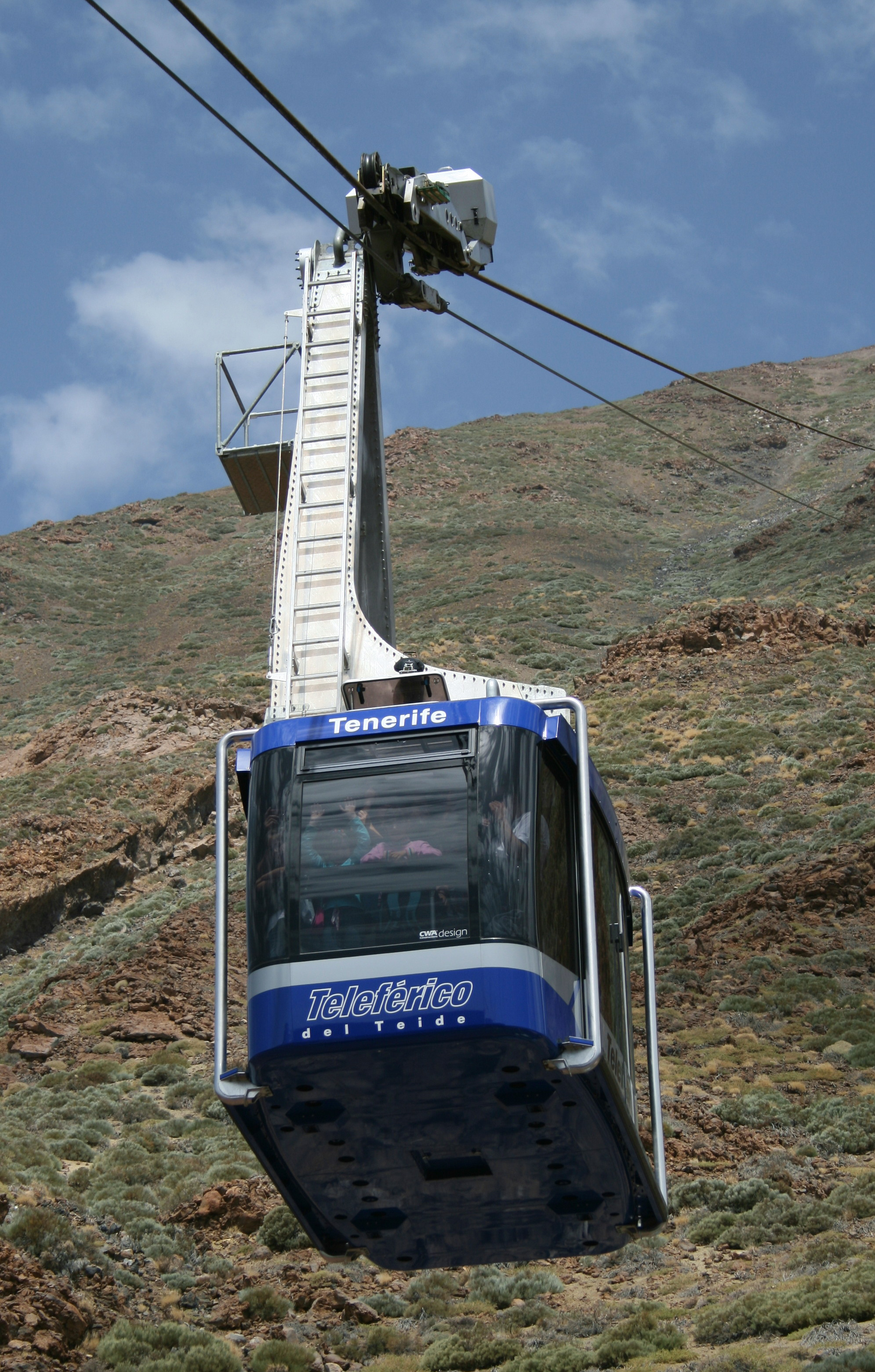
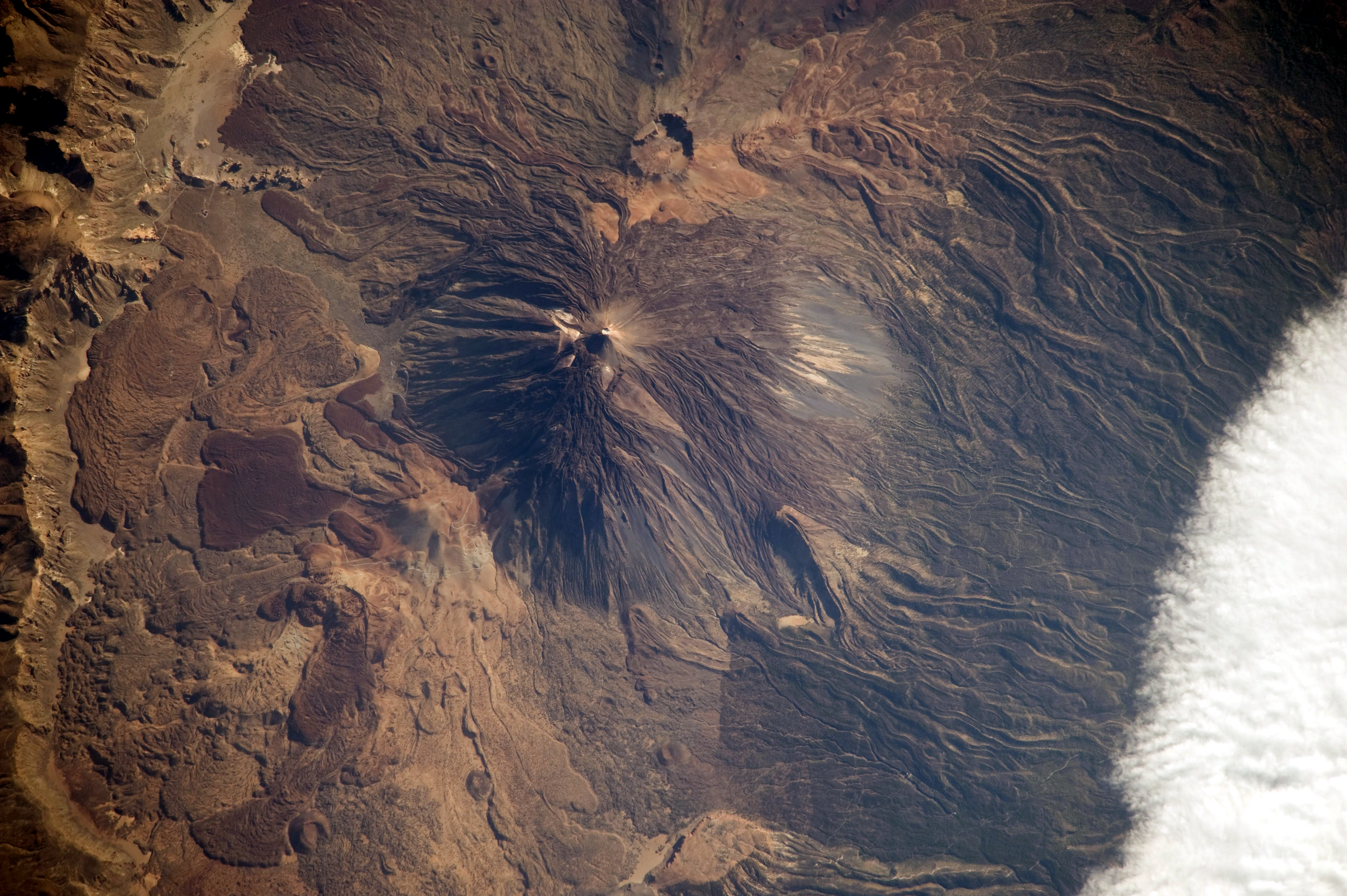